# Land der Frühaufsteher

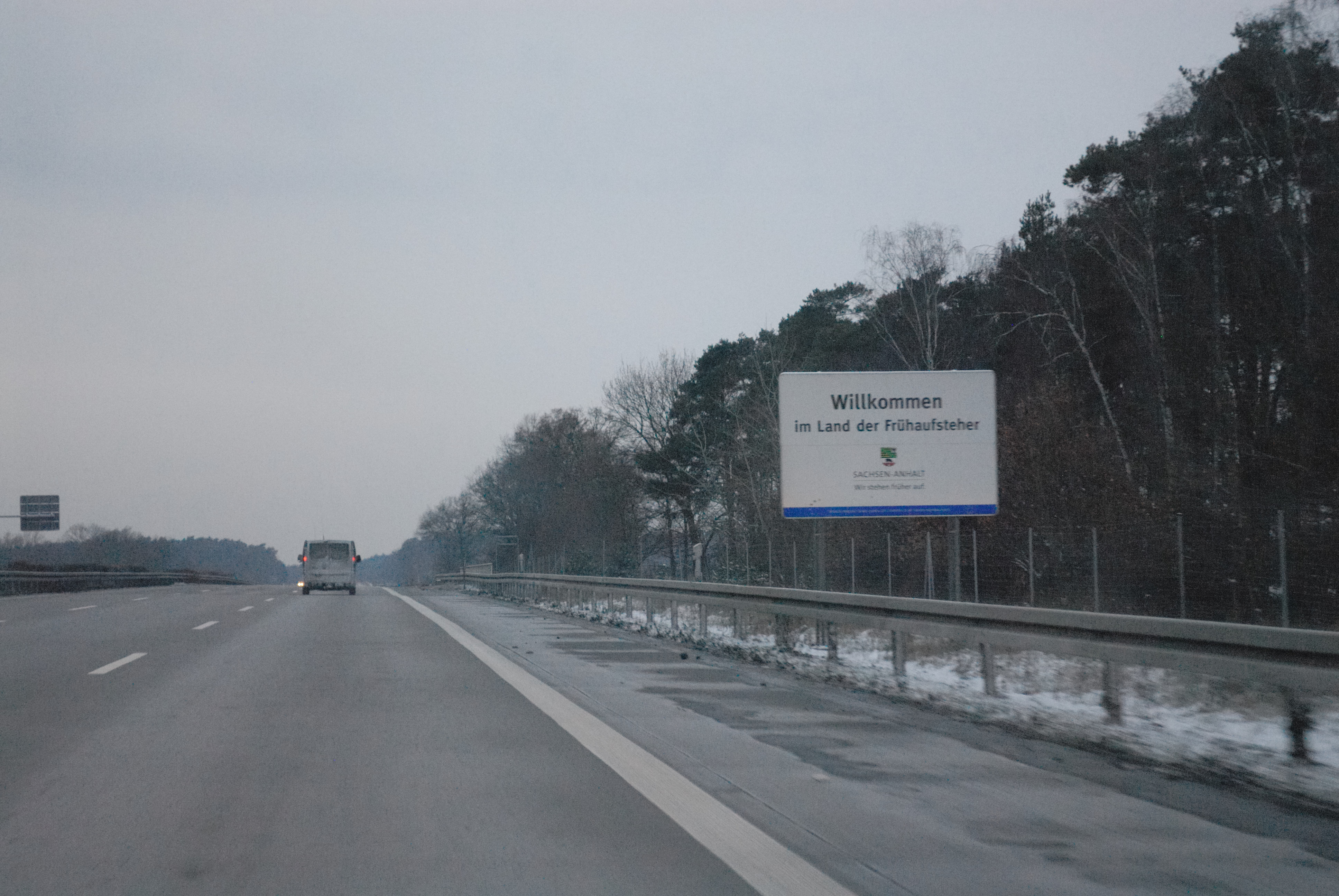
Autobahnschild an der A 2

Land der Frühaufsteher war ein Werbeslogan für das Land Sachsen-Anhalt. Die Bezeichnung war Bestandteil der bundesweiten Werbe- und Imagekampagne „Wir stehen früher auf“ des Landes. Der Slogan sollte auf die „Frühaufsteher-Mentalität“ der Einwohner des Landes hinweisen und das Land wollte damit die Menschen in ganz Deutschland und potenzielle Investoren auf Sachsen-Anhalt neugierig machen. Mit dem Startschuss zu einer neuen Kampagnenphase lief bis 2014 eine Neuinterpretation des Slogans. Unter „Dafür stehen wir früher auf“ standen Menschen aus Sachsen-Anhalt im Mittelpunkt, die ihre Projekte und Erfolgsgeschichten präsentierten.

## Geschichte
Am 24. Mai 2005 stellte der damalige Ministerpräsident Wolfgang Böhmer in Magdeburg das erste Plakat zum Auftakt der bundesweiten Werbekampagne vor. Die Kampagne, die von der Landesmarketing Sachsen-Anhalt GmbH koordiniert wurde, verlief seit 2005 in mehreren Etappen mit verschiedenen Inhalten und Zielgruppen. 2012 wurde im Rahmen einer europaweiten Ausschreibung entschieden, eine neue Projektphase zu starten, die am 11. Januar 2013 unter dem Slogan „Dafür stehen wir früher auf“ der Presse vorgestellt wurde. Die Landesmarketingkampagne konzentrierte sich darin auf Menschen, die zeigten, wofür sie in Sachsen-Anhalt früher aufstehen. Ziel war es, den sehr allgemeinen Frühaufsteher-Gedanken mit ganz konkreten Menschen und Erfolgsgeschichten aus dem Bundesland sympathisch zu verbinden. Diese Kampagnenphase lief bis Frühjahr 2014 und wurde vollständig aus Mitteln der Europäischen Strukturfonds ESF und EFRE finanziert. Abgelöst wurde die Kampagne durch Hinweisschilder, die mit dem Text „Sachsen-Anhalt: Ursprungsland der Reformation“ auf das Reformationsjubiläum 2017 hinwiesen.

## Allgemeines
Die Idee zur Kampagne entstand im Zusammenhang mit den Ergebnissen einer Repräsentativumfrage der Gesellschaft für Sozialforschung und statistische Analysen Forsa, nach der Sachsen-Anhalter werktags um 06:39 Uhr aufstehen und damit neun Minuten früher als der durchschnittliche Bundesbürger.
Der Slogan der Autobahnschilder an den Landesgrenzen von Sachsen-Anhalt lautete „Willkommen im Land der Frühaufsteher“. Insgesamt wurden an den Bundesautobahnen, die die Landesgrenzen kreuzen, zehn dieser Schilder angebracht. Für die Nachfolgewerbung wurden diese Schilder im Jahr 2016 überklebt und so weiter genutzt.
Baden-Württemberg warb 2011 mit dem Slogan „In Sachsen-Anhalt steht man früher auf. Bei uns bleibt dafür niemand sitzen“, der ironisch die „Wir stehen früher auf“-Kampagne persiflierte.